# Marouane Fellaini
Marouane Fellaini, né le 22 novembre 1987 à Etterbeek (Bruxelles) en Belgique, est un footballeur international belge qui possède également la nationalité marocaine. 
Joueur polyvalent, il peut jouer aussi bien milieu défensif, milieu relayeur ou en soutien de l'attaque comme durant son passage dans le club d'Everton.
Il peut aussi occuper la pointe de l'attaque, poste qu'il occupait occasionnellement à Manchester United. Son excellent jeu de tête et, plus anecdotiquement, sa coiffure atypique, à laquelle il renonce pourtant en 2018, participent à sa renommée sur les terrains.
Appelé en équipe nationale belge entre 2007 et 2018, il participe notamment à la Coupe du monde 2014, à l'Euro 2016 et à la Coupe du monde 2018. Le 7 mars 2019, il annonce sa décision de prendre sa retraite du football international et il met un terme définitif à sa carrière professionnelle en février 2024.

## Biographie

### Origine et famille
Marouane Fellaini, natif d'Etterbeek, commune de la région de Bruxelles-Capitale, est issu d'une famille d'immigrés marocains originaire de Tanger au nord du Maroc. Son père, Abdellatif Fellaini, était gardien de but au Raja de Casablanca entre 1970 et 1971 avant de rejoindre le Hassania d'Agadir. En 1972, Abdellatif Fellaini déménage en Belgique avec sa femme, Hafida, pour y jouer au football. Il joua une courte période pour plusieurs équipes belges avant de devoir arrêter sa carrière car la fédération marocaine de football ne lui délivre pas le certificat de sortie dont il a besoin. Au lieu de rentrer au Maroc, Abdellatif Fellaini devient chauffeur de bus pour la société de transports en commun bruxelloise et s'installe avec son épouse Hafida à Bruxelles, ville où ils donnent naissance à Marouane et ses frères, Hamza et Mansour.

### En club

#### Jeunesse et formation
Lorsqu'il est âgé de sept ans, son père inscrit Marouane au RSC Anderlecht, club dans lequel il reste trois ans. À dix ans, la famille Fellaini déménage à Mons. Marouane rejoint alors le RAEC Mons, puis les Francs Borains. Plus tard, il joue pour le Sporting de Charleroi avant de débarquer au Standard de Liège grâce à Christophe Dessy.

#### Standard de Liège
Marouane Fellaini, âgé de 16 ans, arrive au Standard en juillet 2004 en provenance de Charleroi. Après une saison en réserve, il rejoint l'équipe première en 2006. Il fait ses débuts à la surprise générale au troisième tour qualificatif de la Ligue des champions contre le Steaua Bucarest et devient titulaire lors du Championnat de Belgique 2006-2007 au sein d'une équipe liégeoise reprise après quelques rencontres par Michel Preud'homme comme entraineur et menée sur le terrain par Sérgio Conceição. Le 26 mai 2007, il joue la totalité de la finale de la coupe de Belgique perdue 1-0 contre le Club Bruges.
Le 31 mai 2007, le jeune milieu belge menace de résilier unilatéralement le contrat qui le lie au Standard de Liège jusqu'en 2011 (selon la loi de 1978), estimant son salaire trop faible. Le 18 juin 2007, il trouve un accord avec son club et signe un nouveau contrat portant sur cinq ans et revu à la hausse. Des clubs du top européen s'intéressent cependant à lui.
Durant la saison 2007-2008 il acquiert une nouvelle dimension sous la houlette de son coach Michel Preud'homme. Pilier de son équipe, il accumule les matchs de haut niveau et s'érige comme un des hommes forts de la saison réussie de son club même si son jeu rugueux lui vaut pas mal de cartons. Devenu indiscutable avec l'équipe nationale, il est l'un des hommes en forme aux Jeux olympiques, au terme desquels la Belgique finit quatrième.
En mai 2008 il récolte ses premières récompenses : il reçoit le Soulier d'ébène, désignant le meilleur joueur africain ou d'origine africaine, et remporte le championnat de Belgique avec le Standard de Liège, faisant partie du jeune trio du milieu de terrain liégeois en compagnie de Steven Defour et d'Axel Witsel.

#### Everton FC

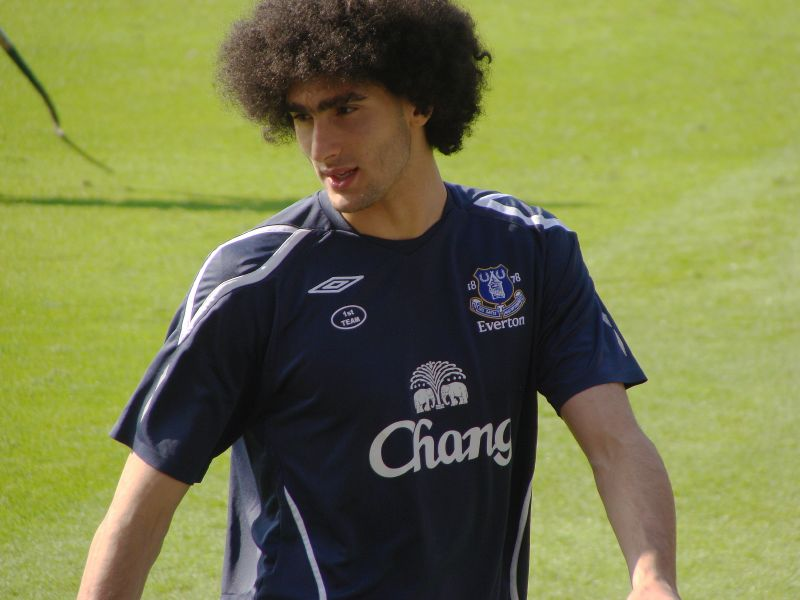
Marouane Fellaini lors d'un échauffement d'avant-match avec Everton en 2009.

Le 1er septembre 2008, Fellaini rejoint le club anglais d'Everton. Certains journaux parlent de £12 M (14 M€ à l'époque) pour son transfert mais le Standard affirme qu'il s'agit de 20 M€, ce que confirme Everton sur son propre site internet. En fait, il s'agit d'un transfert d'argent direct de 14 M€ et d'une prime sur les résultats à venir estimée à 6 M€. Il devient le transfert le plus cher de l'histoire du football belge ainsi que des Toffees à seulement 20 ans.
Pour ses débuts à Everton, le 14 septembre 2008 face à Stoke City, Fellaini est titularisé d'entrée et son équipe s'impose par trois buts à deux. Il inscrit un premier but de la tête lors de son deuxième match de Premier League, rétablissant le score alors qu'Everton était mené. Il s'impose alors comme un titulaire indiscutable dans son club. Lors de la 20e journée, Marouane Fellaini compte 13 matchs joués, 6 buts et a reçu une fois, lors de la 18e journée, la note de 9, la meilleure note donnée à un joueur par les journalistes ce jour-là. Il continue son ascension au sein de l'équipe d'Everton devenant le nouveau capitaine. Mais une blessure l'éloigne des terrains pour le reste de la saison 2009-2010.
Lors de la saison 2012-2013, il réalise un début de saison exceptionnel avec son équipe d'Everton. En novembre, il est désigné Joueur du mois du championnat d'Angleterre. Il est le meilleur buteur de son équipe avec laquelle il atteint la deuxième place du championnat en octobre. Ses performances attirent l'attention des équipes du top anglaises mais Fellaini s'engage à honorer son contrat avec Everton jusqu'en 2016 si son club souhaite le garder. Il est d'ailleurs devenu un des chouchoux du public des Toffees, certains supporters arborant fièrement une perruque à son effigie de par sa coupe de cheveux « afro » désormais devenue célèbre.

#### Manchester United

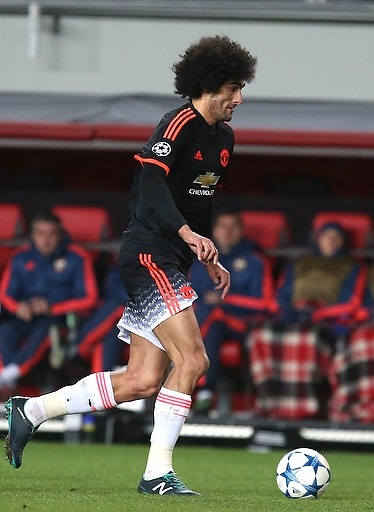
Marouane Fellaini sous le maillot de Manchester United en 2015.

Le 2 septembre 2013, durant la dernière heure du mercato, Marouane Fellaini est transféré d'Everton à Manchester United pour une somme de 32,5 M€. Le Standard de Liège récupère 25 % de la plus-value effectuée par Everton sur le transfert, soit environ 2,5 M€.
Il est titulaire pour la première fois le 17 septembre 2013, lors de la première journée de la ligue des champions, pour une victoire 4-2 des Red Devils face au Bayer Leverkusen. À la suite de l'échec de David Moyes en tant qu'entraineur de ManU, Marouane est également ciblé comme étant un flop retentissant. Cependant avec l'arrivée de Louis van Gaal, il réussit à prouver qu'il est un joueur de tout premier ordre en alignant les prestations de qualité et les buts ou assists importants. Cela se confirme lorsqu'il marque dans des matchs importants comme contre Tottenham (victoire 3-0) et contre Manchester City (victoire 4-2). Cependant, sa saison se termine mal puisqu'il est exclu lors de la dernière journée de Premier League face à Hull City et écope d'une suspension de trois rencontres.
Le 18 août 2015, pour son premier match de la saison 2015-2016, il inscrit le troisième but des siens sur un service de Memphis Depay, lors de la victoire 3-1 de Manchester United contre le Club Bruges KV en barrages de la Ligue des champions.
Souvent critiqué par les supporters, plusieurs médias évoquent des rumeurs de son départ du club, mais le nouvel entraîneur José Mourinho l'aurait directement appelé peu de temps après sa nomination pour lui affirmer son soutien. Fellaini a joué 100 % du temps de jeu lors des matches de préparation de l'été 2016.

#### Shandong Taishan
En février 2019, Marouane Fellaini rejoint le club de Shandong Taishan en Chine qui lui offre un contrat juteux : un salaire de 14,5 M€ net par an l'attend dans l'Empire du milieu. Il inscrit le but de la victoire dès son premier match avec son nouveau club. À l'issue de sa première saison, il atteint la finale de la coupe de Chine 2019 mais échoue face au Shanghai Greenland Shenhua.
Il est le premier joueur du championnat chinois à être testé positif au COVID-19 en mars 2020 et est écarté des terrains pour une durée indéterminée. Hospitalisé, puis placé en quarantaine, le milieu de terrain fête son retour en juillet de manière tonitruante en inscrivant un triplé en l'espace de sept minutes et en permettant ainsi à son équipe de renverser la vapeur face à Dalian Pro (victoire 2-3). Fellaini remporte son premier titre avec Shandong Taishan au terme de la saison en remportant cette fois la coupe 2020 face à Jiangsu Suning (victoire 2-0). En 2021, il réalise le doublé championnat-coupe de Chine. L'année suivante, il remporte de nouveau la coupe de Chine et termine deuxième du championnat 2022. En 2023, il redevient vice-champion de Chine, finaliste de la coupe de Chine battu 1-0 par Shanghai Shenhua FC et termine son contrat à la fin de l'année 2023, âgé de 36 ans en bénéficiant d'un transfert libre. 
Après une première fausse annonce, basée sur les propos mal interprétés de son entraîneur à l'annonce de la fin de la collaboration, il semble dans un premier temps que Fellaini soit prêt à prolonger l'aventure encore un ou deux ans dans un quatrième championnat, vraisemblablement le Qatar ou l’Arabie saoudite. Il est très brièvement question de lui au Club Bruges KV, ce qui, après Simon Mignolet, Toby Alderweireld et Jan Vertonghen, ferait de lui le quatrième Diable Rouge de la génération dorée à revenir dans le championnat belge, mais il met finalement un terme définitif à sa carrière en février 2024.

### En sélections nationales

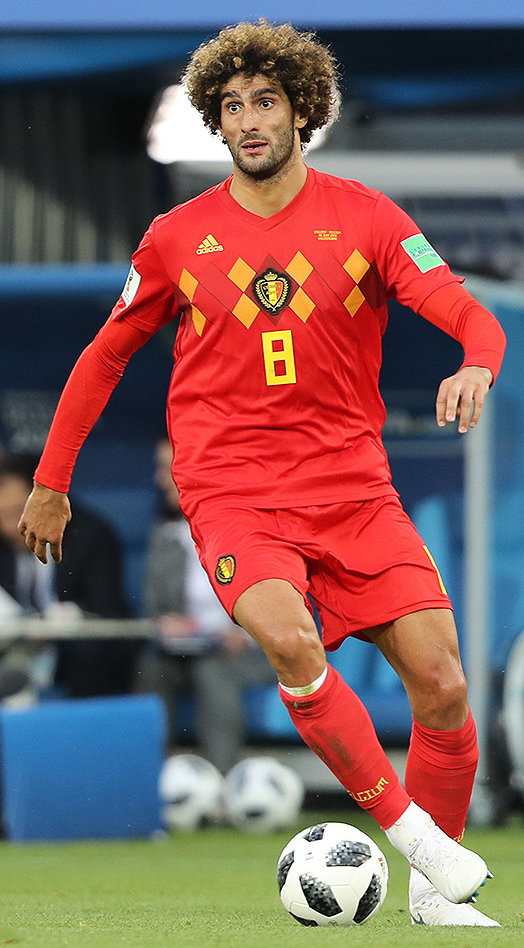
Fellaini à la Coupe du monde en 2018.

#### Entre le Maroc et la Belgique
Possédant la double nationalité belge et marocaine, Marouane débute en tant qu'international marocain avec les jeunes de l'équipe du Maroc. Âgé seulement de 18 ans, il est convoqué par Fathi Jamal pour rejoindre les Lions de l'Atlas. Après quelques tests lors des entraînements en sélection, l'entraîneur décidera de recaler le joueur, considérant que le profil du joueur ne correspondait pas à l’équipe nationale du Maroc. Il finira par conclure « qu'il a le profil pour la Belgique ». Mécontent de la façon dont il est traité, Marouane Fellaini décidera de tourner définitivement le dos à la Fédération marocaine en optant pour une carrière internationale avec les Diables Rouges. Il rejoindra peu après les espoirs de la Belgique et il est sélectionné en équipe nationale A pour la première fois le 7 février 2007 face à la Tchéquie.

#### Avec la Belgique
International espoir belge, Marouane participe au championnat d'Europe espoirs 2007 aux Pays-Bas où les jeunes Belges atteignent les demi-finales.
Le 2 juin 2007, il marque le seul but belge du match de qualification pour l'Euro 2008 contre le Portugal (défaite 1-2). Durant la Coupe du monde 2014 au Brésil, il marque de la tête le but de l'égalisation face à l'Algérie (victoire 2-1).
Le 28 mars 2015, il inscrit un doublé contre Chypre en éliminatoires de l'Euro 2016 (victoire 5-0). Il est aussi le buteur décisif de la rencontre suivante, une victoire délicate des Diables Rouges face à Israël (1-0). Fellaini est convoqué par Marc Wilmots pour disputer l'Euro 2016 où les Diables rouges atteignent les quarts de finale, s'inclinant contre les Pays de Galles (3-1).
Sélectionné par Roberto Martínez, il participe à sa dernière grande compétition internationale lors de la Coupe du monde 2018 en Russie et y est à nouveau décisif dans le huitième de finale face au Japon (victoire 3-2) en inscrivant le but égalisateur, comme souvent, de la tête.
Marouane Fellaini annonce sa retraite internationale le 7 mars 2019 après 87 caps et 18 buts dont 11 marqués de la tête.

## Statistiques

### En club
| Saison                | Club                  | Championnat           | Championnat | Championnat | Championnat | Coupe nationale | Coupe nationale | Coupe nationale | Coupe de la Ligue | Coupe de la Ligue | Coupe de la Ligue | Supercoupe | Supercoupe | Supercoupe | Compétition(s) continentale(s) | Compétition(s) continentale(s) | Compétition(s) continentale(s) | Compétition(s) continentale(s) | Autres compétitions | Autres compétitions | Autres compétitions | Autres compétitions | Total | Total | Total |
| Saison                | Club                  | Division              | M.          | B.          | P.d.        | M.              | B.              | P.d.            | M.                | B.                | P.d.              | M.         | B.         | P.d.       | Comp.                          | M.                             | B.                             | P.d.                           | Comp.               | M.                  | B.                  | P.d.                | M.    | B.    | P.d.  |
| 2006-2007             | Standard de Liège     | Division 1            | 30          | 4           | 4           | 7               | 1               | 0               | -                 | -                 | -                 | -          | -          | -          | C1+C3                          | 2+1                            | 0+0                            | 0+0                            | -                   | -                   | -                   | -                   | 40    | 5     | 4     |
| 2007-2008             | Standard de Liège     | Division 1            | 31          | 6           | 1           | 5               | 1               | 0               | -                 | -                 | -                 | -          | -          | -          | C3                             | 3                              | 0                              | 0                              | -                   | -                   | -                   | -                   | 39    | 7     | 1     |
| 2008-2009             | Standard de Liège     | Division 1            | 3           | 0           | 1           | -               | -               | -               | -                 | -                 | -                 | -          | -          | -          | C1                             | 2                              | 0                              | 0                              | TM                  | -                   | -                   | -                   | 5     | 0     | 1     |
| Sous-total            | Sous-total            | Sous-total            | 64          | 10          | 6           | 12              | 2               | 0               | -                 | -                 | -                 | -          | -          | -          | -                              | 8                              | 0                              | 0                              | -                   | -                   | -                   | -                   | 84    | 12    | 6     |
| 2008-2009             | Everton FC            | Premier League        | 30          | 8           | 3           | 4               | 1               | 1               | 1                 | 0                 | 0                 | -          | -          | -          | C3                             | -                              | -                              | -                              | -                   | -                   | -                   | -                   | 35    | 9     | 4     |
| 2009-2010             | Everton FC            | Premier League        | 23          | 2           | 3           | 2               | 0               | 0               | 2                 | 0                 | 0                 | -          | -          | -          | C3                             | 7                              | 1                              | 1                              | -                   | -                   | -                   | -                   | 34    | 3     | 4     |
| 2010-2011             | Everton FC            | Premier League        | 20          | 1           | 2           | 3               | 1               | 1               | 2                 | 1                 | 0                 | -          | -          | -          | -                              | -                              | -                              | -                              | -                   | -                   | -                   | -                   | 25    | 3     | 3     |
| 2011-2012             | Everton FC            | Premier League        | 34          | 3           | 6           | 6               | 1               | 1               | 3                 | 1                 | 0                 | -          | -          | -          | -                              | -                              | -                              | -                              | -                   | -                   | -                   | -                   | 43    | 5     | 7     |
| 2012-2013             | Everton FC            | Premier League        | 31          | 11          | 6           | 4               | 1               | 2               | 1                 | 0                 | 0                 | -          | -          | -          | -                              | -                              | -                              | -                              | -                   | -                   | -                   | -                   | 36    | 12    | 8     |
| 2013-2014             | Everton FC            | Premier League        | 3           | 0           | 0           | -               | -               | -               | 1                 | 1                 | 0                 | -          | -          | -          | -                              | -                              | -                              | -                              | -                   | -                   | -                   | -                   | 4     | 1     | 0     |
| Sous-total            | Sous-total            | Sous-total            | 141         | 25          | 20          | 19              | 4               | 5               | 10                | 3                 | 0                 | -          | -          | -          | -                              | 7                              | 1                              | 1                              | -                   | -                   | -                   | -                   | 177   | 33    | 26    |
| 2013-2014             | Manchester United     | Premier League        | 16          | 0           | 3           | -               | -               | -               | -                 | -                 | -                 | -          | -          | -          | C1                             | 5                              | 0                              | 1                              | -                   | -                   | -                   | -                   | 21    | 0     | 4     |
| 2014-2015             | Manchester United     | Premier League        | 27          | 6           | 0           | 4               | 1               | 1               | -                 | -                 | -                 | -          | -          | -          | -                              | -                              | -                              | -                              | -                   | -                   | -                   | -                   | 31    | 7     | 1     |
| 2015-2016             | Manchester United     | Premier League        | 18          | 1           | 0           | 6               | 2               | 1               | 2                 | 0                 | 0                 | -          | -          | -          | C1+C3                          | 6+2                            | 1+0                            | 1+0                            | -                   | -                   | -                   | -                   | 34    | 4     | 2     |
| 2016-2017             | Manchester United     | Premier League        | 28          | 1           | 0           | 3               | 1               | 0               | 4                 | 1                 | 0                 | 1          | 0          | 0          | C3                             | 11                             | 1                              | 2                              | -                   | -                   | -                   | -                   | 47    | 4     | 2     |
| 2017-2018             | Manchester United     | Premier League        | 16          | 4           | 0           | 3               | 0               | 0               | -                 | -                 | -                 | -          | -          | -          | C1                             | 3                              | 1                              | 1                              | SCU                 | 1                   | 0                   | 0                   | 23    | 5     | 1     |
| 2018-2019             | Manchester United     | Premier League        | 14          | 0           | 2           | 1               | 0               | 0               | 1                 | 1                 | 0                 | -          | -          | -          | C1                             | 5                              | 1                              | 0                              | -                   | -                   | -                   | -                   | 21    | 2     | 2     |
| Sous-total            | Sous-total            | Sous-total            | 119         | 12          | 5           | 17              | 4               | 2               | 7                 | 2                 | 0                 | 1          | 0          | 0          | -                              | 32                             | 4                              | 5                              | -                   | 1                   | 0                   | 0                   | 177   | 22    | 12    |
| 2019                  | Shandong Taishan      | CSL                   | 22          | 7           | 4           | 4               | 1               | 0               | -                 | -                 | -                 | -          | -          | -          | ACL                            | 8                              | 4                              | 1                              | -                   | -                   | -                   | -                   | 34    | 12    | 5     |
| 2020                  | Shandong Taishan      | CSL                   | 12          | 4           | 0           | 5               | 3               | 0               | -                 | -                 | -                 | -          | -          | -          | -                              | -                              | -                              | -                              | PO                  | 6                   | 1                   | 0                   | 23    | 8     | 0     |
| 2021                  | Shandong Taishan      | CSL                   | 20          | 10          | 1           | 3               | 0               | 0               | -                 | -                 | -                 | -          | -          | -          | -                              | -                              | -                              | -                              | -                   | -                   | -                   | -                   | 23    | 10    | 1     |
| 2022                  | Shandong Taishan      | CSL                   | 28          | 7           | 4           | -               | -               | -               | -                 | -                 | -                 | -          | -          | -          | ACL                            | -                              | -                              | -                              | -                   | -                   | -                   | -                   | 28    | 7     | 4     |
| 2023                  | Shandong Taishan      | CSL                   | 26          | 11          | 2           | 3               | 1               | 0               | -                 | -                 | -                 | 1          | 0          | 0          | ACL                            | 3                              | 1                              | 0                              | -                   | -                   | -                   | -                   | 33    | 13    | 2     |
| Sous-total            | Sous-total            | Sous-total            | 108         | 39          | 11          | 15              | 5               | 0               | 1                 | 0                 | 0                 | 1          | 0          | 0          | -                              | 11                             | 5                              | 1                              | -                   | 6                   | 1                   | 0                   | 142   | 50    | 12    |
| Total sur la carrière | Total sur la carrière | Total sur la carrière | 432         | 86          | 42          | 63              | 15              | 7               | 18                | 5                 | 0                 | 2          | 0          | 0          | -                              | 58                             | 10                             | 7                              | -                   | 7                   | 1                   | 0                   | 580   | 117   | 56    |

### En sélections nationales
| Saison                | Sélection             | Phases finales        | Phases finales | Phases finales | Phases finales | Éliminatoires CDM | Éliminatoires CDM | Éliminatoires CDM | Éliminatoires EURO | Éliminatoires EURO | Éliminatoires EURO | Matchs amicaux | Matchs amicaux | Matchs amicaux | Total | Total | Total |
| Saison                | Sélection             | Compétition           | M              | B              | Pd             | M                 | B                 | Pd                | M                  | B                  | Pd                 | M              | B              | Pd             | M     | B     | Pd    |
| --------------------- | --------------------- | --------------------- | -------------- | -------------- | -------------- | ----------------- | ----------------- | ----------------- | ------------------ | ------------------ | ------------------ | -------------- | -------------- | -------------- | ----- | ----- | ----- |
| 2007-2008             | Belgique olympique    | JO 2008               | 1              | 0              | 0              | -                 | -                 | -                 | -                  | -                  | -                  | -              | -              | -              | 1     | 0     | 0     |
| 2006-2007             | Belgique              | -                     | -              | -              | -              | -                 | -                 | -                 | 3                  | 1                  | 0                  | 1              | 0              | 0              | 4     | 1     | 0     |
| 2007-2008             | Belgique              | -                     | -              | -              | -              | -                 | -                 | -                 | 4                  | 0                  | 0                  | 2              | 0              | 0              | 6     | 0     | 0     |
| 2008-2009             | Belgique              | -                     | -              | -              | -              | 6                 | 1                 | 1                 | -                  | -                  | -                  | -              | -              | -              | 6     | 1     | 1     |
| 2009-2010             | Belgique              | -                     | -              | -              | -              | 2                 | 0                 | 0                 | -                  | -                  | -                  | 3              | 1              | 1              | 5     | 1     | 1     |
| 2010-2011             | Belgique              | -                     | -              | -              | -              | -                 | -                 | -                 | 4                  | 1                  | 0                  | 1              | 0              | 0              | 5     | 1     | 0     |
| 2011-2012             | Belgique              | -                     | -              | -              | -              | -                 | -                 | -                 | 2                  | 1                  | 0                  | 7              | 0              | 0              | 9     | 1     | 0     |
| 2012-2013             | Belgique              | -                     | -              | -              | -              | 5                 | 1                 | 0                 | -                  | -                  | -                  | 2              | 1              | 0              | 7     | 2     | 0     |
| 2013-2014             | Belgique              | Coupe du monde 2014   | 5              | 1              | 0              | 2                 | 0                 | 0                 | -                  | -                  | -                  | 7              | 1              | 1              | 14    | 2     | 1     |
| 2014-2015             | Belgique              | -                     | -              | -              | -              | -                 | -                 | -                 | 5                  | 3                  | 0                  | 2              | 2              | 1              | 7     | 5     | 1     |
| 2015-2016             | Belgique              | Euro 2016             | 3              | 0              | 0              | -                 | -                 | -                 | 3                  | 1                  | 0                  | 4              | 0              | 0              | 10    | 1     | 0     |
| 2016-2017             | Belgique              | -                     | -              | -              | -              | 4                 | 0                 | 0                 | -                  | -                  | -                  | 1              | 1              | 0              | 5     | 1     | 0     |
| 2017-2018             | Belgique              | Coupe du monde 2018   | 5              | 1              | 0              | 2                 | 0                 | 0                 | -                  | -                  | -                  | 2              | 1              | 0              | 9     | 2     | 0     |
| Sous-total            | Sous-total            | Sous-total            | 13             | 2              | 0              | 21                | 2                 | 1                 | 21                 | 7                  | 0                  | 32             | 7              | 3              | 87    | 18    | 4     |
| Total sur la carrière | Total sur la carrière | Total sur la carrière | 14             | 2              | 0              | 21                | 2                 | 1                 | 21                 | 7                  | 0                  | 32             | 7              | 3              | 88    | 18    | 4     |

### Matchs internationaux
| Matchs internationaux de Marouane Fellaini, | Matchs internationaux de Marouane Fellaini, | Matchs internationaux de Marouane Fellaini,                 | Matchs internationaux de Marouane Fellaini, | Matchs internationaux de Marouane Fellaini, | Matchs internationaux de Marouane Fellaini, | Matchs internationaux de Marouane Fellaini, | Matchs internationaux de Marouane Fellaini,                                         |
| #                                           | Date                                        | Lieu                                                        | Adversaire                                  | Résultat                                    | Compétition                                 | Club                                        | Notes                                                                               |
| ------------------------------------------- | ------------------------------------------- | ----------------------------------------------------------- | ------------------------------------------- | ------------------------------------------- | ------------------------------------------- | ------------------------------------------- | ----------------------------------------------------------------------------------- |
| 1                                           | 7 février 2007                              | Stade Roi Baudouin, Bruxelles, Belgique                     | Tchéquie                                    | D 0 - 2                                     | Match amical                                | Standard de Liège                           | Titulaire.                                                                          |
| 2                                           | 24 mars 2007                                | Estádio José Alvalade XXI, Lisbonne, Portugal               | Portugal                                    | D 0 - 4                                     | Éliminatoires de l'Euro 2008                | Standard de Liège                           | Titulaire, écope d'un carton jaune à la 58e minute de jeu.                          |
| 3                                           | 2 juin 2007                                 | Stade Roi Baudouin, Bruxelles, Belgique                     | Portugal                                    | D 1 - 2                                     | Éliminatoires de l'Euro 2008                | Standard de Liège                           | Titulaire et buteur.                                                                |
| 4                                           | 6 juin 2007                                 | Stade olympique, Helsinki, Finlande                         | Finlande                                    | D 0 - 2                                     | Éliminatoires de l'Euro 2008                | Standard de Liège                           | Titulaire, expulsé à la 51e minute.                                                 |
| 5                                           | 12 septembre 2007                           | Stade central, Almaty, Kazakhstan                           | Kazakhstan                                  | N 2 - 2                                     | Éliminatoires de l'Euro 2008                | Standard de Liège                           | Titulaire, écope d'un carton jaune à la 75e minute de jeu.                          |
| 6                                           | 17 octobre 2007                             | Stade Roi Baudouin, Bruxelles, Belgique                     | Arménie                                     | V 3 - 0                                     | Éliminatoires de l'Euro 2008                | Standard de Liège                           | Titulaire.                                                                          |
| 7                                           | 17 novembre 2007                            | Stade de Silésie, Chorzów, Pologne                          | Pologne                                     | D 0 - 2                                     | Éliminatoires de l'Euro 2008                | Standard de Liège                           | Titulaire.                                                                          |
| 8                                           | 21 novembre 2007                            | Stade Tofiq-Béhramov, Bakou, Azerbaïdjan                    | Azerbaïdjan                                 | V 1 - 0                                     | Éliminatoires de l'Euro 2008                | Standard de Liège                           | Titulaire, écope d'un carton jaune à la 81e minute de jeu.                          |
| 9                                           | 26 mars 2008                                | Stade Roi Baudouin, Bruxelles, Belgique                     | Maroc                                       | D 1 - 4                                     | Match amical                                | Standard de Liège                           | Entre en jeu à la place de Daniel Van Buyten à la 46e minute de jeu.                |
| 10                                          | 30 mai 2008                                 | Stade Artemio-Franchi, Florence, Italie                     | Italie                                      | D 1 - 3                                     | Match amical                                | Standard de Liège                           | Titulaire.                                                                          |
| 11                                          | 6 septembre 2008                            | Stade Maurice-Dufrasne, Liège, Belgique                     | Estonie                                     | V 3 - 2                                     | Éliminatoires de la Coupe du monde 2010     | Everton FC                                  | Titulaire.                                                                          |
| 12                                          | 10 septembre 2008                           | Stade Şükrü Saracoğlu, Istanbul, Turquie                    | Turquie                                     | N 1 - 1                                     | Éliminatoires de la Coupe du monde 2010     | Everton FC                                  | Titulaire.                                                                          |
| 13                                          | 11 octobre 2008                             | Stade Roi Baudouin, Bruxelles, Belgique                     | Arménie                                     | V 2 - 0                                     | Éliminatoires de la Coupe du monde 2010     | Everton FC                                  | Titulaire et buteur.                                                                |
| 14                                          | 15 octobre 2008                             | Stade Roi Baudouin, Bruxelles, Belgique                     | Espagne                                     | D 1 - 2                                     | Éliminatoires de la Coupe du monde 2010     | Everton FC                                  | Titulaire.                                                                          |
| 15                                          | 28 mars 2009                                | Cristal Arena, Genk, Belgique                               | Bosnie-Herzégovine                          | D 2 - 4                                     | Éliminatoires de la Coupe du monde 2010     | Everton FC                                  | Titulaire, écope d'un carton jaune à la 35e minute de jeu.                          |
| 16                                          | 1er avril 2009                              | Stade Bilino-Polje, Zenica, Bosnie-Herzégovine              | Bosnie-Herzégovine                          | D 1 - 2                                     | Éliminatoires de la Coupe du monde 2010     | Everton FC                                  | Titulaire.                                                                          |
| 17                                          | 12 août 2009                                | Na Stínadlech, Teplice, Tchéquie                            | Tchéquie                                    | D 1 - 3                                     | Match amical                                | Everton FC                                  | Titulaire, remplacé par Wesley Sonck à la 46e minute de jeu.                        |
| 18                                          | 5 septembre 2009                            | Stade de Riazor, La Corogne, Espagne                        | Espagne                                     | D 1 - 3                                     | Éliminatoires de la Coupe du monde 2010     | Everton FC                                  | Titulaire, écope d'un carton jaune à la 42e minute de jeu.                          |
| 19                                          | 10 octobre 2009                             | Stade Roi Baudouin, Bruxelles, Belgique                     | Turquie                                     | V 2 - 0                                     | Éliminatoires de la Coupe du monde 2010     | Everton FC                                  | Titulaire.                                                                          |
| 20                                          | 14 novembre 2009                            | Stade Jules-Otten, Gand, Belgique                           | Hongrie                                     | V 3 - 0                                     | Match amical                                | Everton FC                                  | Titulaire et buteur, remplacé par Thomas Buffel à la 87e minute de jeu.             |
| 21                                          | 17 novembre 2009                            | Stade Louis-Dugauguez, Sedan, France                        | Qatar                                       | V 2 - 0                                     | Match amical                                | Everton FC                                  | Titulaire, écope d'un carton jaune à la 38e minute de jeu.                          |
| 22                                          | 3 septembre 2010                            | Stade Roi Baudouin, Bruxelles, Belgique                     | Allemagne                                   | D 0 - 1                                     | Éliminatoires de l'Euro 2012                | Everton FC                                  | Titulaire.                                                                          |
| 23                                          | 7 septembre 2010                            | Stade Şükrü Saracoğlu, Istanbul, Turquie                    | Turquie                                     | D 2 - 3                                     | Éliminatoires de l'Euro 2012                | Everton FC                                  | Titulaire.                                                                          |
| 24                                          | 8 octobre 2010                              | Astana Arena, Astana, Kazakhstan                            | Kazakhstan                                  | V 2 - 0                                     | Éliminatoires de l'Euro 2012                | Everton FC                                  | Titulaire, écope d'un carton jaune à la 26e minute de jeu.                          |
| 25                                          | 12 octobre 2010                             | Stade Roi Baudouin, Bruxelles, Belgique                     | Autriche                                    | N 4 - 4                                     | Éliminatoires de l'Euro 2012                | Everton FC                                  | Titulaire et buteur, remplacé par Eden Hazard à la 81e minute de jeu.               |
| 26                                          | 17 novembre 2010                            | Stade central (en), Voronej, Russie                         | Russie                                      | V 2 - 0                                     | Match amical                                | Everton FC                                  | Titulaire.                                                                          |
| 27                                          | 10 août 2011                                | Stadion Stožice, Ljubljana, Slovénie                        | Slovénie                                    | N 0 - 0                                     | Match amical                                | Everton FC                                  | Titulaire, remplacé par Igor de Camargo à la 46e minute de jeu.                     |
| 28                                          | 2 septembre 2011                            | Stade Tofiq-Béhramov, Bakou, Azerbaïdjan                    | Azerbaïdjan                                 | N 1 - 1                                     | Éliminatoires de l'Euro 2012                | Everton FC                                  | Titulaire, écope d'un carton jaune à la 41e minute de jeu.                          |
| 29                                          | 6 septembre 2011                            | Stade Roi Baudouin, Bruxelles, Belgique                     | États-Unis                                  | V 1 - 0                                     | Match amical                                | Everton FC                                  | Titulaire, remplacé par Romelu Lukaku à la 63e minute de jeu.                       |
| 30                                          | 11 octobre 2011                             | Esprit Arena, Düsseldorf, Allemagne                         | Allemagne                                   | D 1 - 3                                     | Éliminatoires de l'Euro 2012                | Everton FC                                  | Titulaire et buteur.                                                                |
| 31                                          | 11 novembre 2011                            | Stade Maurice-Dufrasne, Liège, Belgique                     | Roumanie                                    | V 2 - 1                                     | Match amical                                | Everton FC                                  | Titulaire.                                                                          |
| 32                                          | 15 novembre 2011                            | Stade de France, Saint-Denis, France                        | France                                      | N 0 - 0                                     | Match amical                                | Everton FC                                  | Titulaire.                                                                          |
| 33                                          | 29 février 2012                             | Stade Pankritio, Héraklion, Grèce                           | Grèce                                       | N 1 - 1                                     | Match amical                                | Everton FC                                  | Titulaire.                                                                          |
| 34                                          | 25 mai 2012                                 | Stade Roi Baudouin, Bruxelles, Belgique                     | Monténégro                                  | N 2 - 2                                     | Match amical                                | Everton FC                                  | Titulaire.                                                                          |
| 35                                          | 2 juin 2012                                 | Stade de Wembley, Londres, Angleterre                       | Angleterre                                  | D 0 - 1                                     | Match amical                                | Everton FC                                  | Titulaire.                                                                          |
| 36                                          | 7 septembre 2012                            | Cardiff City Stadium, Cardiff, Pays de Galles               | Pays de Galles                              | V 2 - 0                                     | Éliminatoires de la Coupe du monde 2014     | Everton FC                                  | Titulaire.                                                                          |
| 37                                          | 11 septembre 2012                           | Stade Roi Baudouin, Bruxelles, Belgique                     | Croatie                                     | N 1 - 1                                     | Éliminatoires de la Coupe du monde 2014     | Everton FC                                  | Entre en jeu à la place de Steven Defour à la 67e minute de jeu.                    |
| 38                                          | 14 novembre 2012                            | Arena Națională, Bucarest, Roumanie                         | Roumanie                                    | D 1 - 2                                     | Match amical                                | Everton FC                                  | Titulaire.                                                                          |
| 39                                          | 22 mars 2013                                | Stade national Philippe II, Skopje, ARY de Macédoine        | Macédoine                                   | V 2 - 0                                     | Éliminatoires de la Coupe du monde 2014     | Everton FC                                  | Titulaire.                                                                          |
| 40                                          | 26 mars 2013                                | Stade Roi Baudouin, Bruxelles, Belgique                     | Macédoine                                   | V 1 - 0                                     | Éliminatoires de la Coupe du monde 2014     | Everton FC                                  | Entre en jeu à la place de Eden Hazard à la 92e minute de jeu.                      |
| 41                                          | 29 mai 2013                                 | FirstEnergy Stadium, Cleveland, États-Unis                  | États-Unis                                  | V 4 - 2                                     | Match amical                                | Everton FC                                  | Titulaire et buteur.                                                                |
| 42                                          | 7 juin 2013                                 | Stade Roi Baudouin, Bruxelles, Belgique                     | Serbie                                      | V 2 - 1                                     | Éliminatoires de la Coupe du monde 2014     | Everton FC                                  | Titulaire et buteur, remplacé par Mousa Dembélé à la 71e minute de jeu.             |
| 43                                          | 14 août 2013                                | Stade Roi Baudouin, Bruxelles, Belgique                     | France                                      | N 0 - 0                                     | Match amical                                | Everton FC                                  | Titulaire.                                                                          |
| 44                                          | 6 septembre 2013                            | Hampden Park, Glasgow, Écosse                               | Écosse                                      | V 2 - 0                                     | Éliminatoires de la Coupe du monde 2014     | Manchester United                           | Titulaire, remplacé par Kevin Mirallas à la 68e minute de jeu.                      |
| 45                                          | 11 octobre 2013                             | Stade Maksimir, Zagreb, Croatie                             | Croatie                                     | V 2 - 1                                     | Éliminatoires de la Coupe du monde 2014     | Manchester United                           | Titulaire, écope d'un carton jaune à la 60e minute de jeu.                          |
| 46                                          | 14 novembre 2013                            | Stade Roi Baudouin, Bruxelles, Belgique                     | Colombie                                    | D 0 - 2                                     | Match amical                                | Manchester United                           | Titulaire.                                                                          |
| 47                                          | 19 novembre 2013                            | Stade Roi Baudouin, Bruxelles, Belgique                     | Japon                                       | D 2 - 3                                     | Match amical                                | Manchester United                           | Entre en jeu à la place de Eden Hazard à la 46e minute de jeu.                      |
| 48                                          | 5 mars 2014                                 | Stade Roi Baudouin, Bruxelles, Belgique                     | Côte d'Ivoire                               | N 2 - 2                                     | Match amical                                | Manchester United                           | Titulaire et buteur, remplacé par Radja Nainggolan à la 46e minute de jeu.          |
| 49                                          | 26 mai 2014                                 | Cristal Arena, Genk, Belgique                               | Luxembourg                                  | V 5 - 1                                     | Match amical                                | Manchester United                           | Titulaire.                                                                          |
| 50                                          | 1er juin 2014                               | Friends Arena, Solna, Suède                                 | Suède                                       | V 2 - 0                                     | Match amical                                | Manchester United                           | Entre en jeu à la place de Eden Hazard à la 79e minute de jeu.                      |
| 51                                          | 7 juin 2014                                 | Stade Roi Baudouin, Bruxelles, Belgique                     | Tunisie                                     | V 1 - 0                                     | Match amical                                | Manchester United                           | Titulaire, remplacé par Dries Mertens à la 46e minute de jeu.                       |
| 52                                          | 17 juin 2014                                | Mineirão, Belo Horizonte, Brésil                            | Algérie                                     | V 2 - 1                                     | Coupe du monde 2014                         | Manchester United                           | Buteur, entre en jeu à la place de Mousa Dembélé à la 65e minute de jeu.            |
| 53                                          | 22 juin 2014                                | Stade Maracanã, Rio de Janeiro, Brésil                      | Russie                                      | V 1 - 0                                     | Coupe du monde 2014                         | Manchester United                           | Titulaire.                                                                          |
| 54                                          | 26 juin 2014                                | Arena Corinthians, São Paulo, Brésil                        | Corée du Sud                                | V 1 - 0                                     | Coupe du monde 2014                         | Manchester United                           | Titulaire.                                                                          |
| 55                                          | 1er juillet 2014                            | Itaipava Arena Fonte Nova, Salvador de Bahia, Brésil        | États-Unis                                  | V 2 - 1 a.p.                                | Coupe du monde 2014                         | Manchester United                           | Titulaire.                                                                          |
| 56                                          | 5 juillet 2014                              | Stade national de Brasilia Mané Garrincha, Brasilia, Brésil | Argentine                                   | D 0 - 1                                     | Coupe du monde 2014                         | Manchester United                           | Titulaire.                                                                          |
| 57                                          | 10 octobre 2014                             | Stade Roi Baudouin, Bruxelles, Belgique                     | Andorre                                     | V 6 - 0                                     | Éliminatoires de l'Euro 2016                | Manchester United                           | Entre en jeu à la place de Nacer Chadli à la 61e minute de jeu.                     |
| 58                                          | 13 octobre 2014                             | Stade Bilino-Polje, Zenica, Bosnie-Herzégovine              | Bosnie-Herzégovine                          | N 1 - 1                                     | Éliminatoires de l'Euro 2016                | Manchester United                           | Entre en jeu à la place de Steven Defour à la 78e minute de jeu.                    |
| 59                                          | 12 novembre 2014                            | Stade Roi Baudouin, Bruxelles, Belgique                     | Islande                                     | V 3 - 1                                     | Match amical                                | Manchester United                           | Titulaire.                                                                          |
| 60                                          | 16 novembre 2014                            | Stade Roi Baudouin, Bruxelles, Belgique                     | Pays de Galles                              | N 0 - 0                                     | Éliminatoires de l'Euro 2016                | Manchester United                           | Titulaire.                                                                          |
| 61                                          | 28 mars 2015                                | Stade Roi Baudouin, Bruxelles, Belgique                     | Chypre                                      | V 5 - 0                                     | Éliminatoires de l'Euro 2016                | Manchester United                           | Titulaire et buteur, remplacé par Yannick Ferreira Carrasco à la 69e minute de jeu. |
| 62                                          | 31 mars 2015                                | Stade Teddy, Jérusalem, Israël                              | Israël                                      | V 1 - 0                                     | Éliminatoires de l'Euro 2016                | Manchester United                           | Titulaire et buteur.                                                                |
| 63                                          | 7 juin 2015                                 | Stade de France, Saint-Denis, France                        | France                                      | V 4 - 3                                     | Match amical                                | Manchester United                           | Titulaire et buteur, remplacé par Nacer Chadli à la 77e minute de jeu.              |
| 64                                          | 3 septembre 2015                            | Stade Roi Baudouin, Bruxelles, Belgique                     | Bosnie-Herzégovine                          | V 3 - 1                                     | Éliminatoires de l'Euro 2016                | Manchester United                           | Titulaire et buteur.                                                                |
| 65                                          | 6 septembre 2015                            | Stade GSP, Nicosie, Chypre                                  | Chypre                                      | V 1 - 0                                     | Éliminatoires de l'Euro 2016                | Manchester United                           | Titulaire, remplacé par Dries Mertens à la 64e minute de jeu.                       |
| 66                                          | 13 octobre 2015                             | Stade Roi Baudouin, Bruxelles, Belgique                     | Israël                                      | V 3 - 1                                     | Éliminatoires de l'Euro 2016                | Manchester United                           | Titulaire, remplacé par Axel Witsel à la 66e minute de jeu.                         |
| 67                                          | 29 mars 2016                                | Stade Dr. Magalhães Pessoa, Leiria, Portugal                | Portugal                                    | D 1 - 2                                     | Match amical                                | Manchester United                           | Titulaire, remplacé par Mousa Dembélé à la 79e minute de jeu.                       |
| 68                                          | 28 mai 2016                                 | Stade de Genève, Carouge, Suisse                            | Suisse                                      | V 2 - 1                                     | Match amical                                | Manchester United                           | Titulaire, remplacé par Christian Benteke à la 85e minute de jeu.                   |
| 69                                          | 1er juin 2016                               | Stade Roi Baudouin, Bruxelles, Belgique                     | Finlande                                    | N 1 - 1                                     | Match amical                                | Manchester United                           | Titulaire, remplacé par Romelu Lukaku à la 79e minute de jeu.                       |
| 70                                          | 5 juin 2016                                 | Stade Roi Baudouin, Bruxelles, Belgique                     | Norvège                                     | V 3 - 2                                     | Match amical                                | Manchester United                           | Entre en jeu à la place de Axel Witsel à la 57e minute de jeu.                      |
| 71                                          | 13 juin 2016                                | Parc Olympique lyonnais, Décines-Charpieu, France           | Italie                                      | D 0 - 2                                     | Euro 2016                                   | Manchester United                           | Titulaire.                                                                          |
| 72                                          | 26 juin 2016                                | Stadium de Toulouse, Toulouse, France                       | Hongrie                                     | V 4 - 0                                     | Euro 2016                                   | Manchester United                           | Entre en jeu à la place de Eden Hazard à la 81e minute de jeu.                      |
| 73                                          | 1er juillet 2016                            | Stade Pierre-Mauroy, Villeneuve-d'Ascq, France              | Pays de Galles                              | D 1 - 3                                     | Euro 2016                                   | Manchester United                           | Entre en jeu à la place de Yannick Ferreira Carrasco à la 46e minute de jeu.        |
| 74                                          | 6 septembre 2016                            | Stade GSP, Nicosie, Chypre                                  | Chypre                                      | V 3 - 0                                     | Éliminatoires de la Coupe du monde 2018     | Manchester United                           | Titulaire, remplacé par Radja Nainggolan à la 84e minute de jeu.                    |
| 75                                          | 7 octobre 2016                              | Stade Roi Baudouin, Bruxelles, Belgique                     | Bosnie-Herzégovine                          | V 4 - 0                                     | Éliminatoires de la Coupe du monde 2018     | Manchester United                           | Titulaire, écope d'un carton jaune à la 91e minute de jeu.                          |
| 76                                          | 25 mars 2017                                | Stade Roi Baudouin, Bruxelles, Belgique                     | Grèce                                       | N 1 - 1                                     | Éliminatoires de la Coupe du monde 2018     | Manchester United                           | Titulaire, remplacé par Mousa Dembélé à la 66e minute de jeu.                       |
| 77                                          | 5 juin 2017                                 | Stade Roi Baudouin, Bruxelles, Belgique                     | Tchéquie                                    | V 2 - 1                                     | Match amical                                | Manchester United                           | Buteur, entre en jeu à la place de Youri Tielemans à la 46e minute de jeu.          |
| 78                                          | 9 juin 2017                                 | A. Le Coq Arena, Tallinn, Estonie                           | Estonie                                     | V 2 - 0                                     | Éliminatoires de la Coupe du monde 2018     | Manchester United                           | Titulaire.                                                                          |
| 79                                          | 3 septembre 2017                            | Stade Karaïskakis, Le Pirée, Grèce                          | Grèce                                       | V 2 - 1                                     | Éliminatoires de la Coupe du monde 2018     | Manchester United                           | Titulaire, remplacé par Leander Dendoncker à la 89e minute de jeu.                  |
| 80                                          | 7 octobre 2017                              | Stade Grbavica, Sarajevo, Bosnie-Herzégovine                | Bosnie-Herzégovine                          | V 4 - 3                                     | Éliminatoires de la Coupe du monde 2018     | Manchester United                           | Titulaire, remplacé par Leander Dendoncker à la 29e minute de jeu.                  |
| 81                                          | 2 juin 2018                                 | Stade Roi Baudouin, Bruxelles, Belgique                     | Portugal                                    | N 0 - 0                                     | Match amical                                | Manchester United                           | Entre en jeu à la place de Mousa Dembélé à la 46e minute de jeu.                    |
| 82                                          | 6 juin 2018                                 | Stade Roi Baudouin, Bruxelles, Belgique                     | Égypte                                      | V 3 - 0                                     | Match amical                                | Manchester United                           | Buteur, entre en jeu à la place de Axel Witsel à la 46e minute de jeu.              |
| 83                                          | 23 juin 2018                                | Otkrytie Arena, Moscou, Russie                              | Tunisie                                     | V 5 - 2                                     | Coupe du monde 2018                         | Manchester United                           | Entre en jeu à la place de Romelu Lukaku à la 59e minute de jeu.                    |
| 84                                          | 28 juin 2018                                | Arena Baltika, Kaliningrad, Russie                          | Angleterre                                  | V 1 - 0                                     | Coupe du monde 2018                         | Manchester United                           | Titulaire.                                                                          |
| 85                                          | 2 juillet 2018                              | Rostov Arena, Rostov-sur-le-Don, Russie                     | Japon                                       | V 3 - 2                                     | Coupe du monde 2018                         | Manchester United                           | Buteur, entre en jeu à la place de Dries Mertens à la 65e minute de jeu.            |
| 86                                          | 6 juillet 2018                              | Kazan Arena, Kazan, Russie                                  | Brésil                                      | V 2 - 1                                     | Coupe du monde 2018                         | Manchester United                           | Titulaire.                                                                          |
| 87                                          | 10 juillet 2018                             | Zenit Arena, Saint-Pétersbourg, Russie                      | France                                      | D 0 - 1                                     | Coupe du monde 2018                         | Manchester United                           | Titulaire, remplacé par Yannick Ferreira Carrasco à la 80e minute de jeu.           |

### Buts internationaux
| Buts internationaux de Marouane Fellaini, | Buts internationaux de Marouane Fellaini, | Buts internationaux de Marouane Fellaini,  | Buts internationaux de Marouane Fellaini, | Buts internationaux de Marouane Fellaini, | Buts internationaux de Marouane Fellaini, | Buts internationaux de Marouane Fellaini, | Buts internationaux de Marouane Fellaini, | Buts internationaux de Marouane Fellaini, | Buts internationaux de Marouane Fellaini, |
| #                                         | Date                                      | Lieu                                       | Adversaire                                | Résultat                                  | Compétition                               | Détail                                    | Détail                                    | Détail                                    | Cape                                      |
| ----------------------------------------- | ----------------------------------------- | ------------------------------------------ | ----------------------------------------- | ----------------------------------------- | ----------------------------------------- | ----------------------------------------- | ----------------------------------------- | ----------------------------------------- | ----------------------------------------- |
| 1                                         | 2 juin 2007                               | Stade Roi Baudouin, Bruxelles, Belgique    | Portugal                                  | D 1 - 2                                   | Éliminatoires de l'Euro 2008              | 55e                                       | de la tête                                | 1-1                                       | 3e                                        |
| 2                                         | 11 octobre 2008                           | Stade Roi Baudouin, Bruxelles, Belgique    | Arménie                                   | V 2 - 0                                   | Éliminatoires de la Coupe du monde 2010   | 37e                                       | du pied droit                             | 2-0                                       | 13e                                       |
| 3                                         | 14 novembre 2009                          | Stade Jules-Otten, Gand, Belgique          | Hongrie                                   | V 3 - 0                                   | Match amical                              | 38e                                       | du pied droit                             | 1-0                                       | 20e                                       |
| 4                                         | 12 octobre 2010                           | Stade Roi Baudouin, Bruxelles, Belgique    | Autriche                                  | N 4 - 4                                   | Éliminatoires de l'Euro 2012              | 47e                                       | de la tête                                | 2-2                                       | 25e                                       |
| 5                                         | 11 octobre 2011                           | Esprit Arena, Düsseldorf, Allemagne        | Allemagne                                 | D 1 - 3                                   | Match amical                              | 86e                                       | de la tête                                | 3-1                                       | 30e                                       |
| 6                                         | 29 mai 2013                               | FirstEnergy Stadium, Cleveland, États-Unis | États-Unis                                | V 4 - 2                                   | Match amical                              | 65e                                       | de la tête                                | 1-3                                       | 41e                                       |
| 7                                         | 7 juin 2013                               | Stade Roi Baudouin, Bruxelles, Belgique    | Serbie                                    | V 2 - 1                                   | Éliminatoires de la Coupe du monde 2014   | 60e                                       | de la tête                                | 2-0                                       | 42e                                       |
| 8                                         | 5 mars 2014                               | Stade Roi Baudouin, Bruxelles, Belgique    | Côte d'Ivoire                             | N 2 - 2                                   | Match amical                              | 19e                                       | de la tête                                | 1-0                                       | 48e                                       |
| 9                                         | 17 juin 2014                              | Mineirão, Belo Horizonte, Brésil           | Algérie                                   | V 2 - 1                                   | Coupe du monde 2014                       | 70e                                       | de la tête                                | 1-1                                       | 52e                                       |
| 10                                        | 28 mars 2015                              | Stade Roi Baudouin, Bruxelles, Belgique    | Chypre                                    | V 5 - 0                                   | Éliminatoires de l'Euro 2016              | 21e                                       | du pied gauche                            | 1-0                                       | 61e                                       |
| 11                                        | 28 mars 2015                              | Stade Roi Baudouin, Bruxelles, Belgique    | Chypre                                    | V 5 - 0                                   | Éliminatoires de l'Euro 2016              | 66e                                       | du pied gauche                            | 3-0                                       | 61e                                       |
| 12                                        | 31 mars 2015                              | Stade Teddy, Jérusalem, Israël             | Israël                                    | V 1 - 0                                   | Éliminatoires de l'Euro 2016              | 9e                                        | du pied droit                             | 0-1                                       | 62e                                       |
| 13                                        | 7 juin 2015                               | Stade de France, Saint-Denis, France       | France                                    | V 4 - 3                                   | Match amical                              | 17e                                       | du pied gauche                            | 0-1                                       | 63e                                       |
| 14                                        | 7 juin 2015                               | Stade de France, Saint-Denis, France       | France                                    | V 4 - 3                                   | Match amical                              | 42e                                       | de la tête                                | 0-2                                       | 63e                                       |
| 15                                        | 3 septembre 2015                          | Stade Roi Baudouin, Bruxelles, Belgique    | Bosnie-Herzégovine                        | V 3 - 1                                   | Éliminatoires de l'Euro 2016              | 23e                                       | de la tête                                | 1-1                                       | 64e                                       |
| 16                                        | 5 juin 2017                               | Stade Roi Baudouin, Bruxelles, Belgique    | Tchéquie                                  | V 2 - 1                                   | Match amical                              | 52e                                       | de la tête                                | 2-1                                       | 77e                                       |
| 17                                        | 6 juin 2018                               | Stade Roi Baudouin, Bruxelles, Belgique    | Égypte                                    | V 3 - 0                                   | Match amical                              | 90+2e                                     | du pied droit                             | 3-0                                       | 82e                                       |
| 18                                        | 2 juillet 2018                            | Rostov Arena, Rostov-sur-le-Don, Russie    | Japon                                     | V 3 - 2                                   | Coupe du monde 2018                       | 74e                                       | de la tête                                | 2-2                                       | 85e                                       |

## Palmarès

### En club
|  |  | Standard de Liège - Championnat de Belgique (1) : - Champion : 2008. - Supercoupe de Belgique (1) : - Vainqueur : 2008. - Coupe de Belgique : - Finaliste : 2007. |  | Everton FC - Coupe d'Angleterre : - Finaliste : 2009. |  | Manchester United - Coupe d'Angleterre (1) : - Vainqueur : 2016. - Finaliste : 2018. - Community Shield (1) : - Vainqueur : 2016. - Coupe de la Ligue (1) : - Vainqueur : 2017. - Ligue Europa (1) : - Vainqueur : 2017. - Supercoupe de l'UEFA : - Finaliste : 2017. |  | Shandong Taishan - Championnat de Chine (1) : - Champion : 2021. - Vice-champion : 2022 et 2023. - Coupe de Chine (3) : - Vainqueur : 2020, 2021 et 2022. - Finaliste : 2019 et 2023. - Supercoupe de Chine : - Finaliste : 2023. |

### En sélections nationales
|  |  | Belgique olympique - Jeux olympiques : - Quatrième : 2008. |  | Belgique - Coupe du monde : - Troisième : 2018. |

### Distinctions personnelles
- Soulier d'ébène belge en 2008
- Soulier de bronze en 2008[29]
- Meilleur joueur belge à l'etranger en 2008[30]
- Jeune joueur de l'année d'Everton en 2008-2009
- Joueur du mois de Premier League en novembre 2012
- Lion belge meilleur joueur à l'etranger en 2016, 2017, 2018, 2019 et 2020[31]

## Vie privée
Fellaini est belge et ses parents sont originaires de la ville de Tanger. Il est le fils d'Abdelatif Fellaini ancien gardien de but marocain du Raja Casablanca et du Hassania d'Agadir. Il a étudié à l'Institut Saint-Ferdinand à Jemappes. Il est le parrain de CAP48 de 2011 à 2014, l'association de la RTBF qui vient en aide aux personnes handicapées. Il est également l'un des ambassadeurs de la Fondation Little Dreams, fondation créée par Phil Collins et Orianne Collins dont la mission est de réaliser le rêve de jeunes talents, handicapés ou non, dans les domaines artistiques ou sportifs.